# René Lejeune
René-François Lejeune, né le 13 mars 1922 à Bitche (Moselle) et mort le 19 octobre 2008 à Lucinges (Haute-Savoie) est un professeur et homme de lettres français, chrétien engagé.

## Biographie

### Famille et formation
René-François Lejeune naît le 13 mars 1922 du mariage de François Lejeune, gérant de société, et de Marie Bour.
Après des études secondaires au collège Saint-Augustin de Bitche  puis au lycée de Royan, il poursuit des études supérieures aux facultés de droit et de lettres de Paris, Strasbourg, Nancy et Heidelberg. Il est diplômé d'études supérieures de droit, d'études supérieures de lettres, agrégé d'allemand et docteur ès-lettres.
Le 22 décembre 1943, il épouse Adélaïde Zappe. Le couple a dix enfants, huit enfants nés de ce mariage et deux enfants adoptés.
René-François Lejeune meurt le 19 octobre 2008 à Lucinges (Haute-Savoie).

### Carrière professionnelle
De 1949 à 1958, il est professeur au lycée de Metz, puis de 1958 à 1961 au lycée El-Biar à Alger. Il est ensuite directeur d'études à l'institut de formation de professeurs de collège à Strasbourg. En 1963, il est nommé proviseur du lycée français de São Paulo, puis en 1967 chargé de cours à la faculté des lettres et à l'Institut d'études politiques de Strasbourg. En 1968, il est nommé directeur général de l'École internationale de Genève qu'il dirige jusqu'en 1978,. C'est sous sa direction que l'Ecolint acquiert un deuxième campus, La Châtaigneraie (en) (fondée en 1908 sous le nom de Ecole Nouvelle du Léman), et que les tout premiers diplômes du Baccalauréat international (BI) sont délivrés par Lord Mountbatten, dans le Théâtre grec de l'Ecolint, en 1971,.

## Activité politique
Il travaille auprès de Robert Schuman dont il est selon Jean-Louis Tauran,  le « secrétaire particulier et plus proche collaborateur ».
En 1944, pendant la Deuxième guerre mondiale, il cofonde en France le Mouvement républicain populaire, issu de la Résistance. Il en est le secrétaire général en Moselle (1945-47 et 1955-58).
En 1982, il fonde l’Institut Robert Schuman pour l’Europe, et ultérieurement l'Institut Saint-Benoît, patron de l'Europe
Dans ses dernières années, il s'engage fortement au service de la cause de béatification de Robert Schuman. Ses écrits sont souvent cités dans les ouvrages relatifs à Robert Schuman,.

## Publications
- Coauteur Adélaïde Lejeune (préf. René Laurentin), Schoenstatt : chemin d'alliance : Joseph Kentenich, 1885-1968, Paris, Saint-Paul, 1985.
- Robert Schuman: une âme pour l'Europe., Paris-Fribourg, Editions Saint-Paul, 1986, 223 p. (ISBN 2-85049-339-2)[9].
- Robert Schuman (1886-1963), Paris, Desclée de Brouwer, coll. « Prophètes pour demain », 1988.
- Comme l’or passé au feu. Carl Leisner 1915-1945, Hauteville (Suisse), Éditions du Parvis, 1989
- Jeûner, guérison et fête du corps et de l'esprit, Hauteville, Éditions du Parvis, 1991.
- Joseph Engling (1898-1918) et la spiritualité de Schönstatt, Hauteville, Éditions du Parvis, 1992.
- Medjugorje : Histoire et message, Hauteville, Éditions du Parvis, 1997, 128 p.
- Robert Schuman, père de l'Europe 1863-1963 : la politique, chemin de sainteté, Paris, Fayard, 2000.

## Distinctions
René-François Lejeune est chevalier de l'ordre des Palmes académiques, titulaire de la médaille d'or du Mérite européen. 
En 1995, il reçoit le prix Peter Wust récompensant « un pédagogue, un homme de lettres ou écrivain, un artiste ou homme politique de la Sarre, de Lorraine, d'Alsace ou du Luxembourg, ayant œuvré à la compréhension chrétienne de la vie ».

## Pour approfondir